# Schabbock
Der Schabbock (kurz Schab) ist neben der Trud die bekannteste und eindrucksvollste Sagenfigur der südlichen Weststeiermark. Dieser Nachtgeist ist in verschiedenen Formen auch in anderen Teilen Österreichs und Bayerns (und vermutlich auch in Slowenien) bekannt. Doch im Gebiet rund um die Koralpe leben noch heute Menschen, die behaupten, dieses Fabelwesen gesehen zu haben.

## Entstehung eines Schabbocks
In der Weststeiermark kennt man folgende Erklärung für die Entstehung eines Schabbocks: "Wenn Brautleute, die bereits das Aufgebot bestellt haben, die letzten Wochen vor der Trauung nicht sittsam und enthaltsam leben und aus dieser Verbindung ein Kind geboren wird, dann hat es die Last zu tragen, als Nachtgeist die Menschen zu beunruhigen. Ist es ein Bub, dann erscheint er als Schabbock und hat es auf kleine Kinder abgesehen. Ist es ein Mädchen, tritt es als Trud unsichtbar in Erscheinung [...]" (Zitat: Wippel).

## Aussehen
Augenzeugen berichteten Isabella Wippel, die in den 1980ern weststeirisches Sagengut sammelte, folgendes über den Schabbock: „Vorne hat der Schabbock einen glühenden Spitz oder einen glühenden Kopf, hintennach einen glühenden Birkenbesen, von dem es ‚daunigahnt‘“ (womit wohl Funkensprühen gemeint ist).

## Funktion
Die Aufgabe des Schabbocks ist, Kleinkinder zu töten. Er fliegt vor Mitternacht übers Land oder hockt sich auf die Weichselbäume neben den Bauernhäusern oder gleich auf deren Dachgiebel. Dort wartet er, bis Eltern ihre Wickelkinder alleinlassen, und stößt die Kinder dann zu Tode.

## Abwehrmaßnahmen
Als Abwehrmaßnahme gilt etwas „Geweihtes“, ein Rosenkranz, ein Hanfstengel im Kinderbett und ein Männerrock. Des Weiteren empfahl die Großmutter der Frau Hafner in Soboth, die Wickelkinder zur Abwehr des Schabbocks mit Schabbockskraut und Hanfstengeln einzuräuchern, da der Schab auf Hanf allergisch reagiert.
Natürlich gibt es auch einige Abwehrsprüche, um den Schabbock zu vertreiben. Zum Beispiel diesen: „Helf Gott! Mir und dir, Schabbock stoß neben vür“ (...vorbei).

## Der Schabbock als Sündenbock
Welche altertümliche Figur dem Schabbock zugrunde liegt oder aus welcher Kultur er ursprünglich stammt, ist nicht bekannt. Vermutlich entstand der kindermordende Nachtgeist aus dem Wunsch heraus, den plötzlichen Kindstod zu erklären.
Es gibt aber auch Sagen über Kleinkinder, die vom Schabbock schlimm zugerichtet oder an der Türschnalle erhängt wurden. Hierbei handelte es sich wohl um Verbrechen, die man mangels polizeilicher Verfolgung einfach dem Schabbock zuschrieb.